# New Orleans (cheval)
Pour les articles homonymes, voir New Orleans (homonymie).
New Orleans (né le 1er février 1999) est un cheval hongre de saut d'obstacles, gris, inscrit au stud-book du Holsteiner. Régulier mais peu rapide, il se fait connaître grâce à ses succès avec le cavalier néerlandais Gerco Schröder, particulièrement en 2010 et 2011. De 2014 à 2015, il appartient au cavalier saoudien Abdullah al-Sharbatly, qui finit par le re-vendre à un britannique, Ben Talbot.

## Histoire

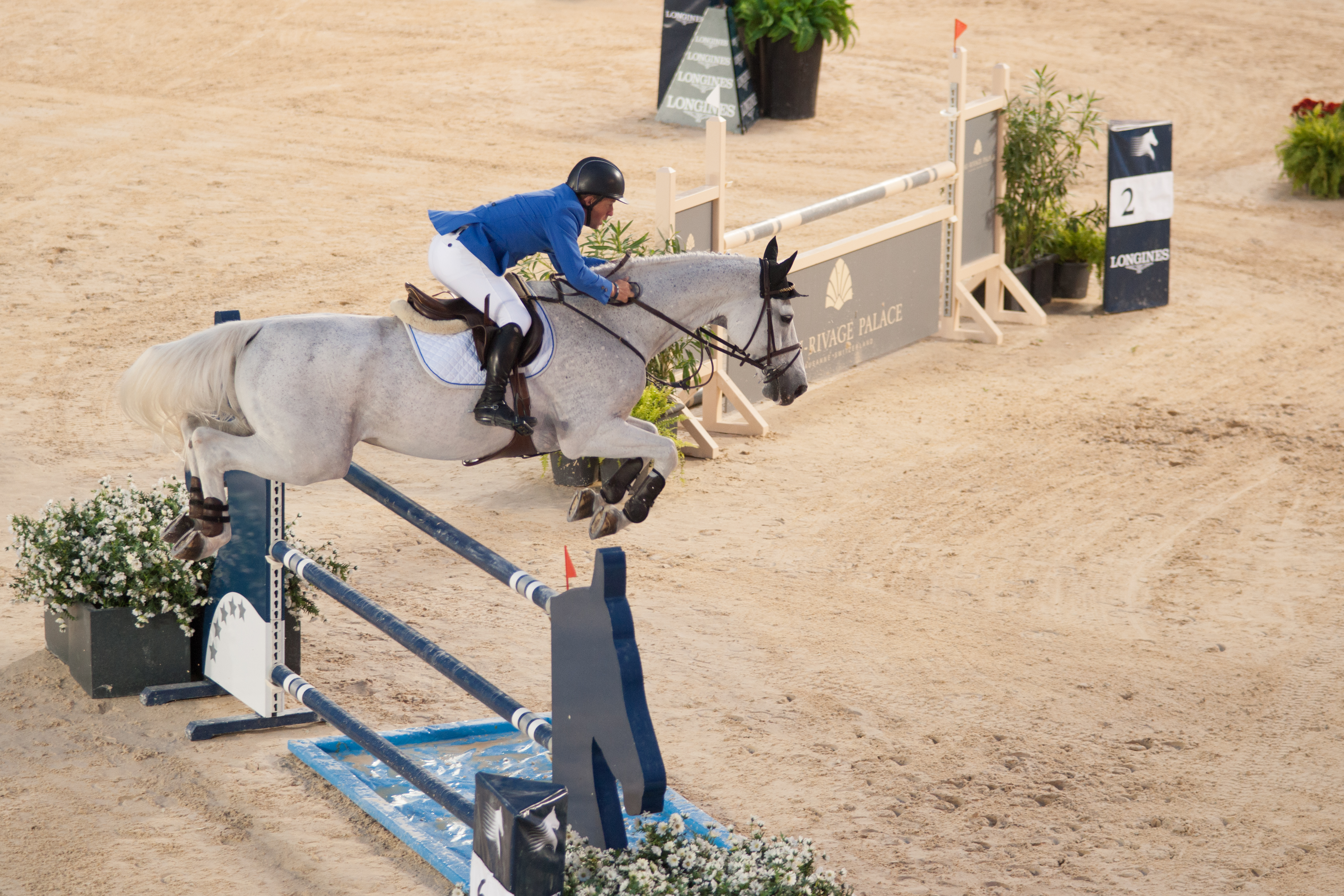
New Orleans monté par Gerco Schröder au 53eme CHI de Genève en 2013.

Il naît le 1er février 1999 à l'élevage d'Hermann Suedmeier, à Neu-Glasau en Allemagne. Il est durant plusieurs années l'un des meilleurs chevaux de compétition montés par le cavalier international Gerco Shröder. Début avril 2014, à la suite de la faillite de la société Eurocommerce, qui en était propriétaire, il est vendu aux enchères pour 210 000 € au cavalier saoudien Abdullah al-Sharbatly, qui le confie (ou le vend) à l'un de ses compatriotes, Abdulrahman Bader Alrajhi, qui le monte lors d'épreuves à 1,50 m. En septembre 2015, Abdullah al-Sharbatly le re-vend, alors âgé de 16 ans, au cavalier britannique Ben Talbot, dont il est un ami proche. Ce dernier le monte en 2016. Sa dernière compétition enregistrée est un CSI4* à Arezzo, en avril 2018, alors que le hongre est âgé de 19 ans, sous la selle de Nadieh van Den Brink.

## Description
New Orleans est un hongre de robe grise, inscrit au stud-book allemand du Holsteiner. Gerco Shröder le décrit comme un cheval peu rapide, mais très régulier.

## Palmarès
- Décembre 2010 : vainqueur du GP du CSI5* de Bruxelles[9].
- Avril 2011 : 6e individuel à la finale de la Coupe du monde de saut d'obstacles 2010-2011 à Leipzig[1].
- Juillet 2011 : Vainqueur du CSIO5*-TL NC d'Aix-la-Chapelle[1].
- Septembre 2011 : 4e en individuel et par équipes aux Championnats d'Europe de saut d'obstacles à Madrid[1].
- Octobre 2011 : 3e du CSI5*-W, Prix région Rhônes-Alpes, de Lyon[1]
- Mai 2012 : vainqueur du CSIO5*-TL NC, Coupe des Nations de Saint-Gall[1]
- Février 2013 : 4e du Grand Prix CSI5* de Hong Kong[1]
- Mars 2013 : 5e du CSI5*-W, Grand prix coupe du monde de Bois-le-Duc[1]
- Juin 2013 : 4e du CSIO5*-NC EUD1 d'Aix-la-Chapelle - Preis der AachenMünchener, à 1,55 m[1]
- Décembre 2013 : 4e du CSI5*-W de Malines[1].

## Origines
New Orleans est un fils de l'étalon Colbert et de la jument Kyra IX, par Carthago.